# 帕尔莫波利斯
帕尔莫波利斯是巴西米纳斯吉拉斯州的一个市镇。总面积436.471平方公里，总人口7041人，人口密度16.1人/平方公里。